# Joseph Roux
Pour les articles homonymes, voir Roux (patronyme).
Joseph Roux (Josèp Ros, en occitan), né le 19 avril 1834 à Tulle et mort dans la même ville le 6 février 1905, est un homme d'église français, poète, philologue occitan et majoral du Félibrige.

## Biographie
Quatorzième enfant de Léopold Roux et de Marguerite Chastang, Joseph Roux est né à Tulle (Corrèze, France), rue de la Barrière. Après des études à l'école des frères, puis au lycée et enfin au grand séminaire de Tulle, il devient successivement professeur au petit séminaire de Brive, vicaire de la paroisse de Varetz, curé desservant de Saint-Sylvain (1864-1875) puis de Saint-Hilaire-Peyroux (1875-1885).
L'abbé Roux souffre de son isolement de prêtre en milieu rural, où il exerce son ministère pendant plus de vingt ans. Il souffre plus encore de l'incompréhension quand ce n'est pas l'hostilité avec laquelle est accueillie l'œuvre littéraire à laquelle il s'adonne depuis la fin de ses études. Sensible à la langue limousine, il entreprend un dictionnaire de la langue d'oc (encore inédit à sa mort), puis l'adopte dans son œuvre poétique. Certaines de ses œuvres sont de véritables chansons de geste comme Archambaut de Comborn. Il s'affirme ainsi comme un des chefs de l'école félibréenne, alors en plein essor.
Sa Grammaire limousine est « toute remplie d'invectives contre ceux qui ont abîmé notre langue ou de boutades contre les imbéciles qui s'en moquent, grammaire de poète aussi qui a peine à contenir son lyrisme et laisse à chaque instant déborder son admiration pour son pays et pour sa langue ».
Il affiche des positions politiques très conservatrices, qu'il expose dans une lettre adressée à Henri d'Artois, le 8 novembre 1872 (Tulle, 1873, 4 p.).
En le nommant chanoine de la cathédrale de Tulle, en 1886, Denéchau, évêque de Tulle, rompt son isolement physique mais non pas moral, bien que ses Pensées aient été saluées par nombre d'intellectuels et artistes contemporains comme Puvis de Chavannes.
Avec la création de la revue Lemouzi (revue toujours vivante grâce à sa recréation au début des années 1960 par le majoral Robert Joudoux), Joseph Roux contribue à publier les œuvres des auteurs félibréens du Limousin et à les faire connaître du public.
Il est élu majoral du Félibrige en 1876.
Il est inhumé au cimetière du Puy Saint-Clair à Tulle, dans la chapelle.

## Distinctions
Joseph Roux a été fait chevalier de la Légion d'honneur le 28 juillet 1897.
Une rue de la ville de Tulle porte son nom (boulevard Joseph-Roux). En 1933, une plaque a été posée sur sa maison natale à Tulle.
En 1934, un médaillon en son honneur a été inauguré. Il est actuellement conservé au Musée du Cloître André Mazeyrie de la ville.

## Œuvres
- Hymnes et poèmes en l'honneur de la Vierge, Paris, Putois-Cretté, 1865
- (oc) Joseph Roux (préf. Paul Marieton), Pensées : Maximes, études, images, Paris, Alphonse Lemerre, 1866, 241 p. (lire en ligne).
- "Bernat de Ventadourn", in Revue des Langues romanes, 1881 (poème)
- (oc) Joseph Roux, La chansou lemouzina : L'épopée limousine, Paris, Alphonse Picard, 1889, 261 p. (lire en ligne). (réunit des poèmes occitans en partie publiés précédemment, avec traduction française en regard)
- « Grammaire limousine », sur Bibliothèque numérique du Limousin, 1895 (consulté le 18 avril 2021)
- Les Rustiques, Lemouzi, 1900
- Les proverbes limousins de Joseph Roux (1834-1905), nouvelle édition par Robert Joudoux et Joseph Migot, Tulle, Lemouzi, 1971.
- Lengua d'Aur, un dictionnaire non publié, dont le manuscrit a été prêté à Frédéric Mistral, qui l'a utilisé pour Lou Tresor dóu Felibrige. 5 tomes déposés aux Archives de Corrèze (cotes 10 F 28 à 10 F 32).
- (oc) Raymond Laborde, Lexique limousin : d'après les œuvres de Joseph Roux, Brive, Lemouzi, 1889, 1895 p. (lire en ligne).
- (oc) Joseph Roux, Lou gran flourege : sounet per Joseph Roux, Montpellier, coll. « Manuscrits de la Société des langues romanes », 4 p. (lire en ligne).
- (oc) Joseph Roux, Fablas tulencas, Montpellier, coll. « Manuscrits de la Société des langues romanes », 61 p. (lire en ligne).
- Les Archives de Joseph Roux sont conservées aux Archives départementales de la Corrèze, fonds 10 F ; un inventaire a été établi par Robert Debant et Hélène Say. La notice biographique ci-dessus emprunte l'essentiel de son information à l'introduction de l'inventaire[4]

## Pour approfondir